# Adoxomyia
Adoxomyia är ett släkte av tvåvingar. Adoxomyia ingår i familjen vapenflugor.

## Dottertaxa tillAdoxomyia, i alfabetisk ordning[1]
- Adoxomyia alaschanica
- Adoxomyia albopilosus
- Adoxomyia appressa
- Adoxomyia argentata
- Adoxomyia argenteofasciata
- Adoxomyia aureovittata
- Adoxomyia bistriata
- Adoxomyia brevispina
- Adoxomyia cinerascens
- Adoxomyia claripennis
- Adoxomyia colossula
- Adoxomyia dahlii
- Adoxomyia fenestrata
- Adoxomyia flauipes
- Adoxomyia formosana
- Adoxomyia grisea
- Adoxomyia heminopla
- Adoxomyia hermonensis
- Adoxomyia hungshanensis
- Adoxomyia lata
- Adoxomyia lindneri
- Adoxomyia lugubris
- Adoxomyia maculipennis
- Adoxomyia marginata
- Adoxomyia micheneri
- Adoxomyia nigribarba
- Adoxomyia nubifera
- Adoxomyia obscuripennis
- Adoxomyia palestinensis
- Adoxomyia pleskei
- Adoxomyia regularis
- Adoxomyia ruficornis
- Adoxomyia rustica
- Adoxomyia sarudnyi
- Adoxomyia socotrae
- Adoxomyia subulata
- Adoxomyia tenuicornis
- Adoxomyia texana
- Adoxomyia transcaucasica
- Adoxomyia weyrauchi